# Захоплення Алжира (1516)
Захоплення Алжиру в 1516 році — захоплення міста Алжир на узбережжі Середземного моря в Магрибі берберськими корсарами на чолі з братами Арудж-реїсом і Хизир-реїсом, що супроводжувалось вбивством його попереднього правителя Саліма аль-Тумі, який перебував у васальних відносинах з іспанцями.

## Передумови
У 1510 році іспанці захопили невеликий острівець Пеньйон-де-Алжир, що лежить навпроти міста Алжир на африканському узбережжі Середземного моря та змусили місцевого правителя — еміра Саліма аль-Тумі (Селім-бін-Теумі) укласти договір про визнання васалітету і сплату данини. На острові Пеньйон-де-Алжир були збудовані укріплення та розміщено іспанський гарнізон із 200 осіб. Саліму аль-Тумі довелося відвідати Іспанію, щоб на місці скласти присягу на вірність Фернандо Арагонському .

## Захоплення Алжиру

Алжир на гравюрі Антуана дю Пінета (1564)

Після смерті Фернандо Арагонського в січні 1516 року, Салім аль-Тумі запросив братів корсарів Аруджа і Хизира Барбаросс, які мали свою базу на острові Джерба біля Тунісу допомогти позбутись іспанців.
Арудж зібрав флот з 60 галіотів під командуванням свого брата Хизира та армію чисельністю приблизно 6 тисяч людей, в яку входили допоміжні османські загони, і рушив уздовж узбережжя з Тунісу до Алжиру. По дорозі він зробив зупинку в Джиджелі, де якийсь Кара-Хасан створив маленький емірат. Замість вступу в союз з Кара-Хасаном, Арудж убив його, а його армію і флот приєднав до своїх військ.
Після прибуття до Алжиру, де місцеве населення напочатку з ентузіазмом вітало прибуття Аруджа, він протягом трьох тижнів вів обстріл іспанської фортеці на острові Пеньйон-де-Алжир, але не зміг досягнути помітного успіху. Тоді Арудж убив Селіма, пояснюючи це його співпрацею з іспанцями та оголосив себе новим султаном Алжиру. Жителі Алжиру розпочали секретні переговори з іспанським гарнізоном Пеньйон-де-Алжиру з метою повалення нового султана, але Арудж, дізнавшись про змову, захопив найвидатніших громадян у міській мечеті після п'ятничної молитви, після чого стратив головних змовників у на очах мешканців міста. Фортеця на острові Пеньйон-де-Алжир так і залишилась в іспанському володінні.

## Наслідки
Після захоплення міста Аруджем і вбивства лояльного іспанцям правителя, іспанці організували декілька експедицій для звільнення міста від корсарів та османського загону — першу на чолі з Дієго де Вера в 1516 році, а згодом другу на чолі з Уго де Монкада в 1519 р, але обидві експедиції закінчились для іспанців невдало.
Хизир-реїс (майбутній Хайр ад-Дін Барбаросса) став наступником Аруджа на посаді правителя Алжиру після того, як його брат загинув в 1518 році у бою проти іспанців під час боротьби за Тлемсен і утримував місто до 1524 року.
Захоплення Алжиру та інших міст заянідської держави османськими корсарами в 1516—1517 роках стало можливим в результаті їх підтримки османським султаном Селімом I. Ця підтримка припинилась зі смертю Селіма в 1520 році, в результаті чого в 1524 році Хизир Барбаросса втратив місто на користь місцевого ватажка кабілів і відступив зі своїм загоном до алжирського міста Джиджель. Після того, як з початком османсько-габсбурзької війни в Європі султан Сулейман І відновив османську підтримку супротивників Габсбургів в Магрибі, Хизир Барбаросса повернувся і остаточно захопив Алжир і Пеньйон-де-Алжир у іспанців в 1529 році,